# John Flett
John Alexander Flett (Manly, 15 de junio de 1963) es un maestro y ex–jugador australiano de rugby que se desempeñaba como wing.

## Selección nacional
Fue convocado a los Wallabies por primera vez en julio de 1990 para enfrentar a las Águilas (test–match), su buena actuación en esta gira le permitió ser convocado con un poco de regularidad y disputó su último partido en octubre de 1991 ante el Manu Samoa (CM Inglaterra 1991).
Se trató de un jugador de paso fugaz en su seleccionado y en total jugó solo cuatro partidos y no marcó puntos.

### Participaciones en Copas del Mundo
Participó de Inglaterra 1991 donde Bob Dwyer lo convocó como suplente de David Campese y Bob Egerton por lo que solo jugó frente a Manu Samoa en el partido de rival más accesible y a pesar de su posición no marcó puntos. Se consagró campeón del Mundo y se retiró de su seleccionado tras el torneo.
| Mundial                       | Sede       | Resultado | PJ | Tries |
| ----------------------------- | ---------- | --------- | -- | ----- |
| Copa Mundial de Rugby de 1991 | Inglaterra | Campeón   | 1  | 0     |

## Palmarés
- Campeón del Campeonato de Clubes Australianos de 1982, 1983, 1988 y 1989.